# Joseph Pulitzer
Joseph Pulitzer (nacido József Pulitzer —en húngaro Pulitzer József—, también conocido como Joe; Makó, Hungría, 10 de abril de 1847-Charleston, Estados Unidos, 29 de octubre de 1911) fue un editor estadounidense de origen húngaro, conocido por su competencia con William Randolph Hearst, quien originó la llamada prensa amarilla, y por los premios periodísticos que llevan su nombre, los Premios Pulitzer. Además se le puede considerar un pionero del «infotainment», esa mezcla de información y entretenimiento en la que los periódicos no han dejado de profundizar desde entonces.

## Primeros años
Nació como Pulitzer József (nombre ordenado según la costumbre húngara) en Makó, a unos 200 km al sureste de Budapest, hijo de Elize (Berger) y Fülöp Pulitzer (nacido Politzer). Los Pulitzer se encontraban entre varias familias judías que vivían en la zona y se habían labrado una reputación como comerciantes y tenderos. El padre de José era un respetado hombre de negocios, considerado el segundo de los "principales comerciantes" de Makó. Sus antepasados emigraron de Police en Moravia a Hungría a finales del siglo XVIII.
En 1853, Fülöp Pulitzer era lo suficientemente rico como para jubilarse. Trasladó a su familia a Pest en Hungría, donde hizo que los niños fueran educados por tutores privados, y enseñó francés y alemán. En 1858, tras la muerte de Fülöp, su negocio quebró y la familia se empobreció. Joseph intentó alistarse en varios ejércitos europeos para trabajar antes de emigrar a Estados Unidos.

### Servicio en la guerra civil estadounidense
Pulitzer intentó alistarse en el ejército pero fue rechazado por el ejército imperial austríaco, después intentó alistarse en la Legión Extranjera Francesa para luchar en la México pero fue igualmente rechazado, y después en el Ejército Británico donde también fue rechazado. Finalmente fue reclutado en Hamburgo, Alemania, para luchar por la Unión en la guerra civil estadounidense en agosto de 1864. Pulitzer no sabía hablar inglés cuando llegó al puerto de Boston en 1864, a la edad de 17 años, ya que su pasaje había sido pagado por los reclutadores militares de Massachusetts. Al enterarse de que los reclutadores se estaban embolsando la mayor parte de la recompensa por su alistamiento, Pulitzer abandonó la estación de reclutamiento de Deer Island y se dirigió a Nueva York.
Le pagaron 200 dólares por alistarse en la Caballería Lincoln el 30 de septiembre de 1864. Formó parte de Sheridan's troopers, en el 1.er Regimiento de Caballería de Nueva York en la Compañía L, uniéndose al regimiento en Virginia en noviembre de 1864, y luchando en la campaña de Appomattox, antes de ser licenciado el 5 de junio de 1865. Aunque hablaba alemán, húngaro y francés, Pulitzer aprendió poco inglés hasta después de la guerra, ya que su regimiento estaba compuesto en su mayoría por inmigrantes alemanes.

## Biografía
Nacido en Makó, Hungría, Pulitzer inició la carrera militar pero fue rechazado por el ejército austríaco debido a su frágil salud y a su mala visión. Emigró a los Estados Unidos en 1864 para luchar en la guerra civil estadounidense. Tras la guerra se fue a vivir a San Luis donde en 1868 empezó a trabajar para un periódico de lengua alemana, el Westliche Post. Se unió al Partido Republicano y fue elegido en 1869 para la Asamblea del Estado de Misuri. En 1872 Pulitzer compró el periódico en el que trabajaba por 3000 dólares. Después, en 1872, compró el St. Louis Dispatch por 2700 dólares y fusionó los dos diarios para crear el St. Louis Post-Dispatch, que terminó siendo el periódico diario de San Luis. Fue ahí donde Pulitzer desarrolló su papel como portavoz del hombre corriente con exclusivas y con un acercamiento a la noticia fuertemente populista.
En 1883 Pulitzer, ya millonario, adquirió el New York World, un periódico que estaba perdiendo dinero año tras año. Pulitzer dirigió la atención del periódico hacia historias de interés humano, escándalos y sensacionalismo. En 1885 fue elegido para la Cámara de Representantes de los Estados Unidos, pero renunció tras unos pocos meses de servicio (al parecer por no encontrar en la política un ámbito que colmase sus intereses de realización personal). En 1887, reclutó a la famosa periodista de investigación Nellie Bly. En 1889 introdujo una hoja dominical en la edición dominical, y seis años después la primera historieta en color de un periódico: La luego inmensamente popular The Yellow Kid de Richard F. Outcault. Bajo la dirección de Pulitzer, el diario aumentó su circulación de 15 000 a 600 000 ejemplares, convirtiéndolo en el primer periódico del país en difusión.
El editor del periódico rival New York Sun atacó a Pulitzer llamándole en 1890 «el judío que abandonó su religión». Tras el ataque, que tenía por objeto el quitarle los lectores judíos, la ya frágil salud de Pulitzer se deterioró rápidamente y tuvo que abandonar la actividad periodística de forma directa, aunque continuó dirigiendo activamente el periódico desde su retiro en Bar Harbor, Maine y desde su mansión de Nueva York.
En 1895, William Randolph Hearst adquirió el periódico rival New York Journal, al que condujo a una guerra de difusión. Esta competición con Hearst, en concreto en todo lo que se refirió a la cobertura antes y después de la guerra hispano-estadounidense, se concentraba en la búsqueda de una historia más amarilla, escandalosa, y falta de veracidad, con el objeto de atraer más público.
La guerra hispano-estadounidense es recordada como el producto de muchas fuentes fraudulentas y carentes de hechos concretos, y la ambición y egoísmo de dos hombres que crearon una guerra con el solo objetivo de vender periódicos. Cabe destacar que Pulitzer omitió mencionar que la batalla clave de esa guerra fue peleada por caballería afroestadounidense.
También afectó a la naciente industria de las tiras cómicas al provocar un trajín de autores como Richard Felton Outcault, George McManus o Rudolph Dirks entre los diarios de uno y otro magnate, hasta el punto de acudir a los tribunales para conservar la propiedad de sus series.
Como consecuencia de la denuncia del pago fraudulento de 40 millones de dólares por parte de Estados Unidos a la compañía francesa del Canal de Panamá en 1909, Pulitzer fue denunciado por difamar a Theodore Roosevelt y a J. P. Morgan. Los jueces rechazaron la acusación, en una victoria para la libertad de prensa. 
En 1892, Pulitzer ofreció al presidente de la Universidad de Columbia, Seth Low, financiar la primera escuela de periodismo del mundo. La Universidad rechazó inicialmente el dinero, evidentemente influida por la polémica figura de Pulitzer. En 1902, el nuevo presidente de la Universidad, Nicholas Murray Butler, fue más receptivo hacia el plan de la escuela y de instaurar unos premios, pero no sería hasta la muerte de Pulitzer que este sueño se haría realidad. Pulitzer dejó a la Universidad 2 millones de dólares en su testamento, lo que permitió la creación en 1912 de la Columbia University Graduate School of Journalism (la escuela de periodismo), que sería una de las más prestigiosas del mundo, aunque ya no fuese la primera, por haberse creado antes la de la Universidad de Misuri.
Joseph Pulitzer murió a bordo de su yate en el puerto de Charleston en 1911. Está enterrado en el cementerio Woodlawn del Bronx, en Nueva York. En 1917, fueron convocados los primeros Premios Pulitzer de acuerdo con los deseos del periodista.

## Entrada en el periodismo y la política

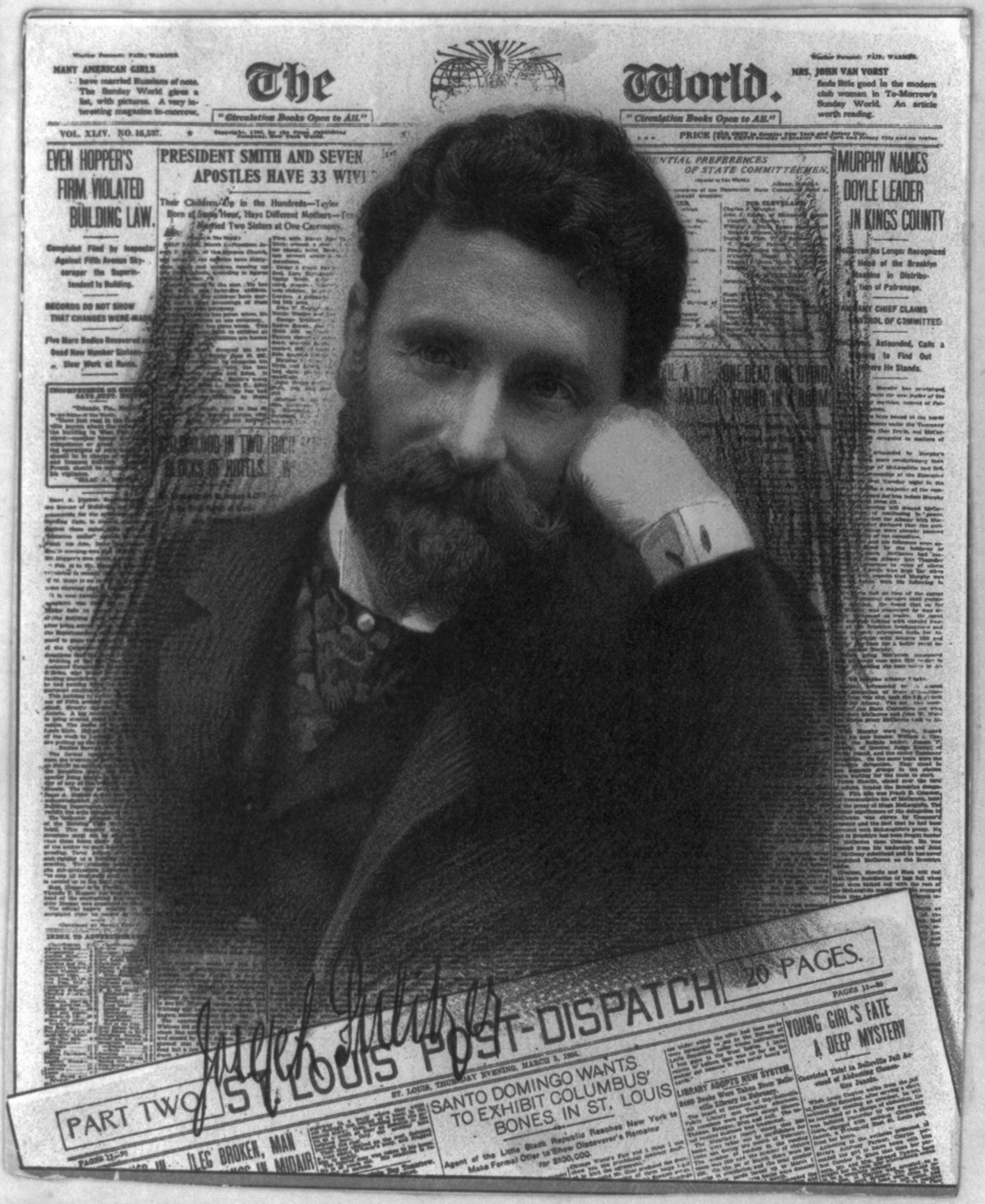
Una cromolitografía de Pulitzer superpuesta a una composición de sus periódicos

En el edificio del Westliche Post, Pulitzer conoció a abogados William Patrick y Charles Phillip Johnson y al cirujano Joseph Nash McDowell. Patrick y Johnson se referían a Pulitzer como "Shakespeare" por su extraordinario perfil. Le ayudaron a conseguir trabajo en el Atlantic and Pacific Railroad. Su trabajo consistía en registrar las escrituras de los terrenos del ferrocarril en los doce condados del suroeste de Misuri donde el ferrocarril planeaba construir una línea. Cuando terminó, los abogados le dieron un escritorio y le permitieron estudiar derecho en su biblioteca para prepararse para ejercer la abogacía.
Pulitzer tenía talento para el periodismo. Trabajaba 16 horas al día, de 10 de la mañana a 2 de la madrugada. Le apodaban "Joey el alemán" o "Joey el judío". Se unió a la Sociedad Filosófica y frecuentaba una librería alemana donde se reunían muchos intelectuales. Entre su nuevo grupo de amigos se encontraban Joseph Keppler y Thomas Davidson.

### Representante del Estado de Misuri
Pulitzer se unió a la Partido Republicano de Schurz. El 14 de diciembre de 1869, Pulitzer asistió a la reunión republicana en el St. Louis Turnhalle de la calle Décima, donde los líderes del partido necesitaban un candidato para cubrir una vacante en la legislatura estatal. Tras la negativa de su primera opción, se decidieron por Pulitzer, nominándolo por unanimidad, olvidando que sólo tenía 22 años, tres por debajo de la edad requerida. Sin embargo, su principal oponente demócrata era posiblemente inelegible por haber servido en el ejército confederado. Pulitzer tenía energía. Organizó mítines callejeros, llamó personalmente a los votantes y exhibió tal sinceridad junto con sus rarezas que infundió un entusiasmo medio divertido a una campaña que normalmente era letárgica. Ganó 209-147.
Su edad no se convirtió en un problema y fue nombrado representante estatal en Jefferson City en la sesión que comenzó el 5 de enero de 1870. Durante su mandato en Jefferson City, Pulitzer votó a favor de la aprobación de la Decimoquinta Enmienda y lideró una cruzada para reformar el corrupto Tribunal del Condado de San Luis.
Su lucha contra el tribunal enfureció al capitán Edward Augustine, superintendente de registro del condado de St. Louis. Su rivalidad llegó a ser tan acalorada que la noche del 27 de enero, Augustine se enfrentó a Pulitzer en el Hotel Schmidt y le llamó "maldito mentiroso". Pulitzer salió del edificio, regresó a su habitación y cogió una pistola de cuatro cañones. Volvió al salón y se acercó a Augustine, reanudando la discusión. Cuando Augustine avanzó hacia Pulitzer, el joven representante apuntó su pistola a la cintura del capitán. Augustine placó a Pulitzer, y la pistola efectuó dos disparos, atravesando la rodilla de Augustine y el suelo del hotel. Pulitzer sufrió una herida en la cabeza. Los relatos contemporáneos discrepan sobre si Augustine también iba armado.
Durante su estancia en Jefferson City, Pulitzer también ascendió en la administración del Westliche Post. Con el tiempo se convirtió en su editor jefe, y obtuvo un interés de propiedad.

## Legado

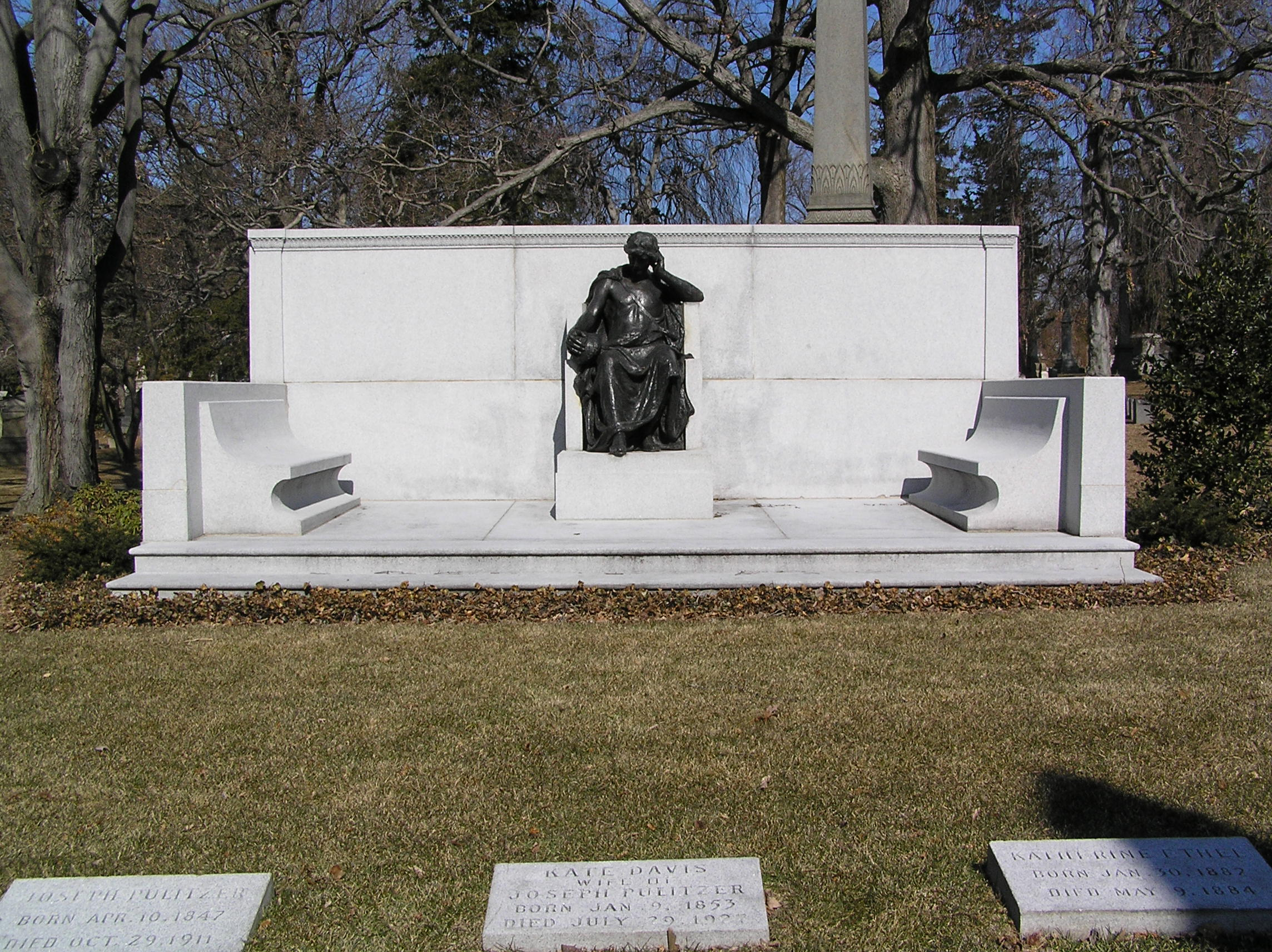
La tumba de Joseph Pulitzer en el cementerio de Woodlawn (Bronx, New York)

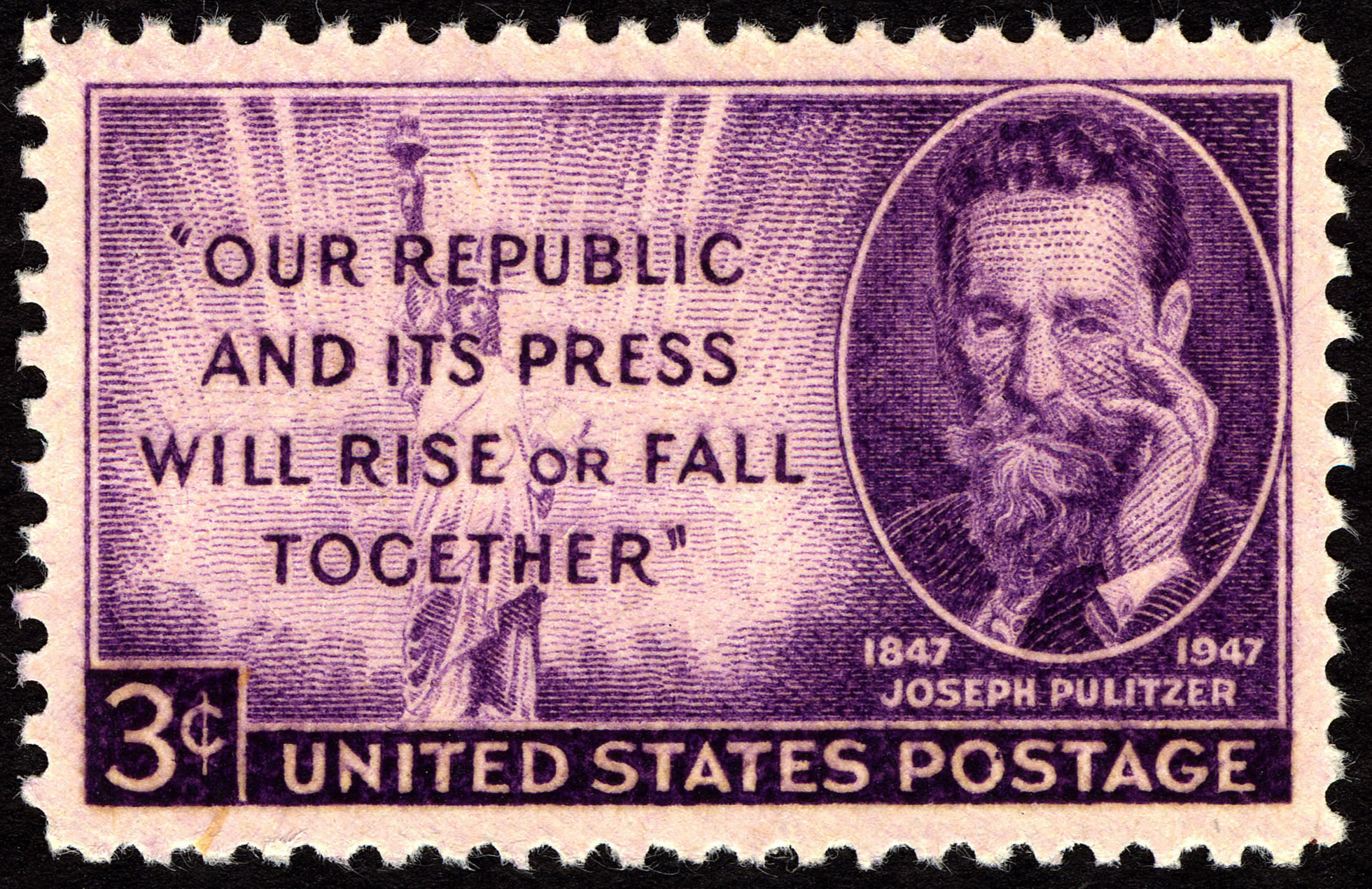
Sello conmemorativo de Joseph Pulitzer, emitido en 1947

### Escuelas de periodismo
En 1892, Pulitzer ofreció al presidente de la Universidad de Columbia, Seth Low, dinero para crear la primera escuela de periodismo del mundo. La universidad rechazó inicialmente el dinero. En 1902, el nuevo presidente de Columbia, Nicholas Murray Butler, se mostró más receptivo al plan de crear una escuela y unos premios de periodismo, pero no sería hasta después de la muerte de Pulitzer cuando se cumpliría este sueño. 
Pulitzer dejó a la universidad 2.000.000 de dólares en su testamento. En 1912, la escuela fundó la Columbia University Graduate School of Journalism. Ésta siguió a la Escuela de Periodismo de Misuri, fundada en la Universidad de Misuri a instancias de Pulitzer. Ambas escuelas siguen estando entre las más prestigiosas del mundo.

### Premio Pulitzer
En 1917, Columbia organizó la entrega de los primeros premios Pulitzer de periodismo. Los premios se han ampliado para reconocer los logros en literatura, poesía, historia, música y teatro.

### Galardones
- La Oficina de Correos de EE. UU. emitió un sello de 3 céntimos en conmemoración de Joseph Pulitzer en 1947, en el centenario de su nacimiento.
- La Pulitzer Arts Foundation de Saint Louis se fundó gracias a la filantropía de su familia y lleva su nombre en su honor.
- En 1989, Joseph Pulitzer fue incluido en el Paseo de la Fama de Saint Louis.[17]
- Aparece como personaje en la película de Disney Newsies (1992), en la que fue interpretado por Robert Duvall, y en la producción teatral de Broadway (Newsies) adaptada de la misma que se produjo en 2011.
- En la novela histórica de 2014, The New Colossus, de Marshall Goldberg, publicada por Diversion Books,[18] Joseph Pulitzer encarga a la reportera Nellie Bly la investigación de la muerte de la poeta Emma Lazarus.
- El Hotel Pulitzer de Ámsterdam lleva el nombre de su nieto Herbert Pulitzer.
- El monte Pulitzer, en el estado de Washington, lleva su nombre.